# Perryville (Missouri)
Perryville és una població dels Estats Units a l'estat de Missouri. Segons el cens de l'est. July 2008 tenia 8.172 habitants.

## Demografia
Segons el cens del 2000, Perryville tenia 7.667 habitants, 3.031 habitatges, i 1.991 famílies. La densitat de població era de 390 habitants per km².
Dels 3.031 habitatges en un 31,7% hi vivien nens de menys de 18 anys, en un 51,4% hi vivien parelles casades, en un 11,2% dones solteres, i en un 34,3% no eren unitats familiars. En el 30,4% dels habitatges hi vivien persones soles el 15,6% de les quals corresponia a persones de 65 anys o més que vivien soles. El nombre mitjà de persones vivint en cada habitatge era de 2,41 i el nombre mitjà de persones que vivien en cada família era de 3.
Per edats la població es repartia de la següent manera: un 24,6% tenia menys de 18 anys, un 9,2% entre 18 i 24, un 28,2% entre 25 i 44, un 18,5% de 45 a 60 i un 19,5% 65 anys o més.
L'edat mediana era de 37 anys. Per cada 100 dones de 18 o més anys hi havia 86,9 homes.
La renda mediana per habitatge era de 33.934 $ i la renda mediana per família de 43.072 $. Els homes tenien una renda mediana de 27.115 $ mentre que les dones 19.736 $. La renda per capita de la població era de 16.630 $. Entorn del 5,9% de les famílies i l'11% de la població estaven per davall del llindar de pobresa.

## Poblacions més properes
El següent diagrama mostra les poblacions més properes.